# Iberovaranus catalaunicus
Iberovaranus catalaunicus Hoffstetter, 1969 è un rettile estinto, appartenente ai varanidi. Visse nel Miocene medio (Orleaniano, circa 18 milioni di anni fa) e i suoi resti fossili sono stati ritrovati nella penisola iberica (Spagna e Portogallo).

## Descrizione
L'aspetto di questo animale doveva essere molto simile a quello degli attuali varani (gen. Varanus); doveva essere una forma di medie dimensioni (lunghezza circa 1 - 1,5 metri), dotata di un corpo allungato, zampe relativamente lunghe e una testa piuttosto piccola. Le differenze principali rispetto al genere Varanus risiedevano nelle vertebre: gli archi neurali erano più lunghi, i condili più stretti e la costrizione precondilare era meno pronunciata.

## Tassonomia
Iberovaranus è stato descritto per la prima volta nel 1969 da Hoffstetter, che lo considerò subito affine al genere Varanus. I fossili di entrambe le forme sono stati ritrovati in terreni miocenici dell'Europa occidentale. In quel periodo l'Europa possedeva un clima molto più caldo dell'attuale, ed erano comuni i rettili di habitat tropicale e subtropicale.